# Христос Цолакис
Христос Цолакис (на гръцки: Χρίστος Τσολάκης) е виден гръцки филолог.

## Биография
Роден е в 1935 година в катеринското село Фотина, в семейството на Лукас и София Цолакис. Завършва средното си образование в Катерини през 1952 година. В 1957 година завършва Философското училище на Солунския университет „Аристотел“ при професорите Емануил Криарас, Апостолос Вакалопулос, Николаос Андриотис, Йоанис Какридис и Линос Политис. Продължава образованието си със следдипломна квалификация в Лундския университет, Швеция. В университета в Лунд преподава новогръцки език и литература.
След завръщането си в Гърция работи като преподавател и участва в комисиите за развитието на димотики, както и в обществения живот. Цолакис е шеф на литературни групи, които в сътрудничество с Педагогическия институт, издават учебниците „Новогръцки език“ за гимназиите и „Изказ – Изглед“ за лицеите. Професор по новогръцки език в Солунския университет. Основава Музей на образованието в Бер.
Христос Цолакис умира в 2012 година в Солун.